# Vagón postal

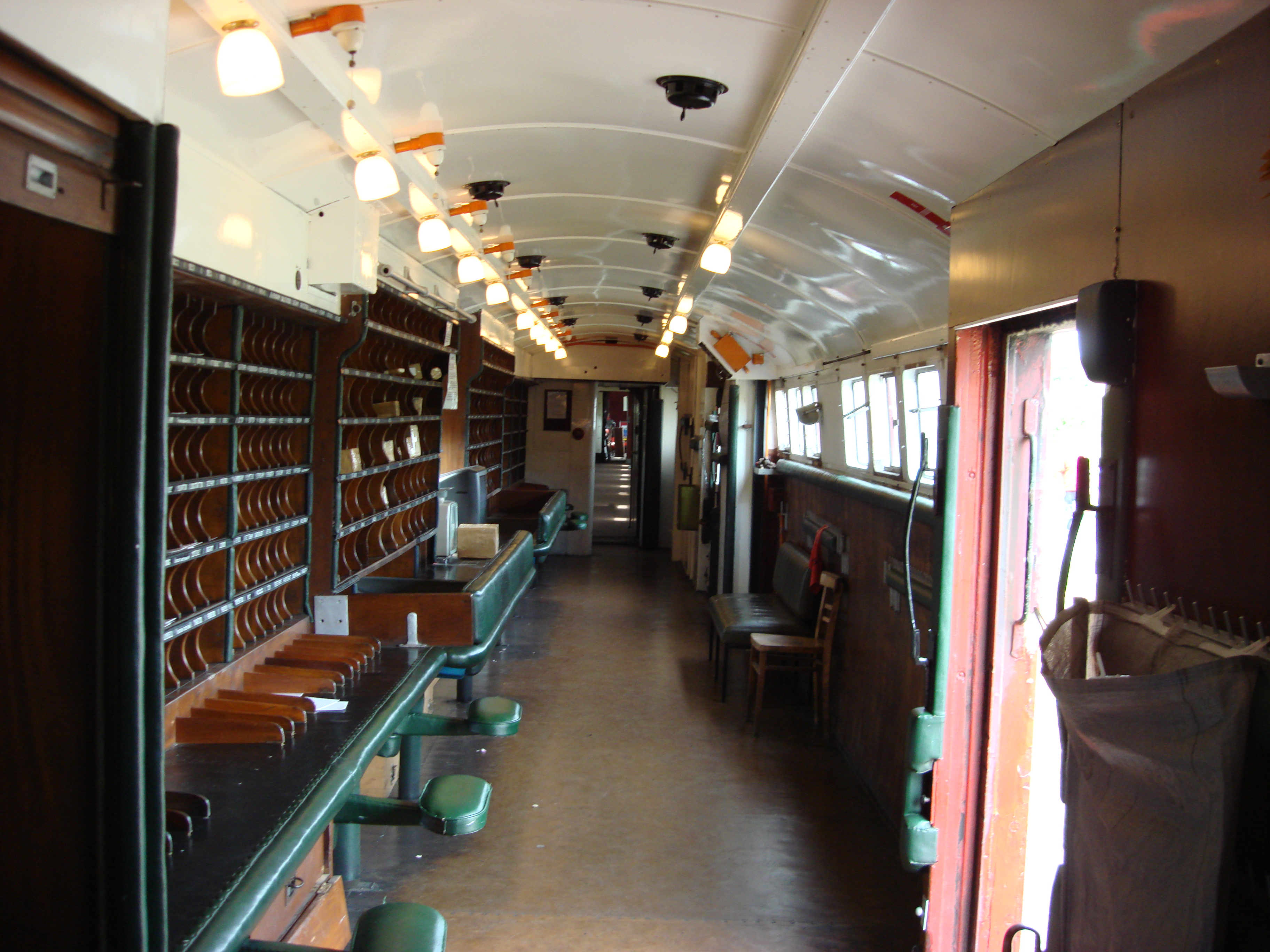
Interior de un vagón postal inglés.

Los vagones postales eran vehículos ferroviarios, utilizados en la recogida, procesamiento y distribución de correo, a lo largo de los ferrocarriles.

## Características

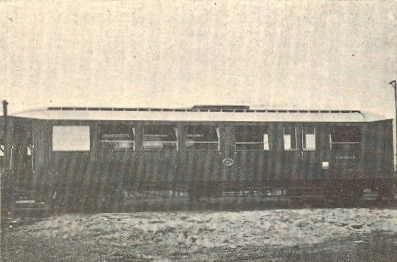
Vagón de tercera clase con compartimento de vagón postal, utilizado desde 1936 en la red ferroviaria del Vouga, en Portugal.

### Operación

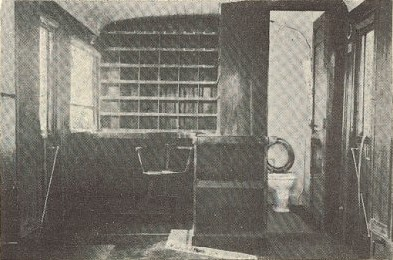
Compartimento de vagón postal, en el interior del vagón.

En Portugal, el correo era recogido en las estaciones y apeaderos, en sacas propias de las estaciones postales, y en las cajas de correo de última hora, existentes en las estaciones, y a veces en los propios vagones; este sistema era muy utilizado por las poblaciones, ya que la correspondencia era aceptada hasta la llegada del composición, mientras que las reparticiones de los correos tenían lugar a última hora de la tarde. En el interior de los vagones postales, se procesaba el correo, teniendo cada vehículo clasificadores propios.
Utilizaban personal propio, ajeno a los servicios de correos.

### Material circulante
Los primeros vagones postales eran ocho vagones especiales, adquiridos en Hamburgo.
En vía estrecha, uno de los vagones postales fue un vehículo construido por Linke-Hofmann en 1928, de 4 ejes, de la Serie D, y que llegó a Portugal como parte de las compensaciones alemanas de la Primera Guerra Mundial.

## Historia

### Orígenes
El transporte de correo por vía ferroviaria se remonta a 1838, en el Reino Unido, habiéndose inaugurado las primeras composiciones de correo en 1840. En 1844, este tipo de composiciones también comenzó a ser utilizado en Francia. En 1855, entraron en servicio, en el Reino Unido, los primeros vagones postales, denominados oficinas postales móviles. En 1877, este sistema también fue introducido en los Estados Unidos de América.

### Introducción al servicio
| Ambulância | Inicio | Supresión |
| --- | ------ | --------- |
| Este | 1866   | 1896      |
| Miño | 1878   | 1882      |
| Beira Alta | 1882   |           |
| Miño I y II | 1882   | 1972      |
| Miño III y IV | 1882   | 1882      |
| Norte I y II | 1882   | 1972      |
| Norte III y IV | 1882   | 1972      |
| Duero I y II | 1882   |           |
| Este I y II | 1882   | 1972      |
| Duero III y IV | 1882   | 1892      |
| Sur I y II | 1882   | 1946      |
| Este III y IV | 1882   | 1883      |
| Oeste | 1888   | 1973      |
| Sur III y IV | 1890   | 1892      |
| Beira Baixa | 1896   | 1972      |
| Corgo | 1910   | 1972      |
| Túa | 1910   | 1969      |
| Alentejo | 1911   | 1972      |
| Vouga | 1928   | 1972      |
| Fafe y Sabor | 1932   | 1972      |
| Legenda: I = Servicio ascendente II = servicio descendente III y IV = ambos asc. y desc., con dup. de ambulâncias |        |           |

Antes de la introducción de los ferrocarriles en Portugal, el correo era transportado, principalmente por carretera, a través del sistema de sacas postales, que utilizaba vagones empujados por caballos, con puestos de intercambio a lo largo de los recorridos; también fue utilizado el transporte fluvial, con servicios de barcos a vapor que unían Lisboa con Porto, Carregado, Barreiro, Cacilhas, y Montijo. El ferrocarril tuvo una gran importancia en el desarrollo de los correos en Portugal, ya que trajo consigo una mayor facilidad de transporte, y una reducción en los costes, por lo que se tornó en el medio de comunicación más accesible en las poblaciones.
Inicialmente, era llevado junto con otras cargas, pero en 1864 fue introducido el sistema de composiciones postales, uniendo Lisboa con Porto y Badajoz, utilizando personal de la Dirección de Correos de Lisboa. Los primeros vagones postales en Portugal entraron en servicio el 1 de diciembre de 1866, uniendo Lisboa con Madrid, después de la apertura de la conexión ferroviaria entre las capitales ibéricas; este servicio fue, no obstante, suspendido el 12 de diciembre de 1869, debido a la falta de financiación.
Este esquema tuvo un gran éxito, permitiendo considerables reducciones en el tiempo de transporte del correo, por lo que se comenzó a expandir, principalmente después de una reforma llevada a cabo en 1882. Exceptuando un pequeño período, en los primeros años, en el cual estuvo suspendido, este servicio se encontró siempre en servicio hasta su cierre en 1972.
En mayo de 1875, fueron introducidos los vagones postales en la Línea del Norte, y, en 1876 en los servicios a España, apenas pasando por la Línea del Este. En enero de 1878, comenzaron a servir las Líneas del Este y del Miño, y, en marzo del mismo año, la Línea del Sur.
El transporte postal era realizado, inicialmente, en composiciones de correos, que paraban en casi todas las estaciones y apeaderos, para la recogida y entrega de correo; estos servicios también transportaban pasajeros, siendo bastante populares debido a los horarios tardíos en que operaban, permitiendo, así, dormir durante la viaje, y a reducidos precios. Casi todas los composiciones de correos poseían vagones postales.
En las antiguas colonias portuguesas, el transporte de correo por vía ferroviaria también se revestió de una elevada importancia.

### Declive y fin de los servicios
Conforme el progreso de los otros medios de transporte continuó, el servicio de los vagones postales fue reducido; a partir de 1928, comenzó a ser utilizado el sistema de conducciones, en el cual el transporte y procesamiento de correo pasó a ser realizado en compartimentos especiales de los vagones, que también disponían de clasificadores propios. Este esquema fue aplicado, principalmente, en las líneas de menor movimiento. Los primeros vagones postales viarias comenzaron a ser utilizadas en 1953, y fueron creadas centrales de procesamiento del correo, semi-automatizadas.
En las grandes estaciones, como las de Barreiro, Porto, Rossio, Santa Apolónia, Terreiro do Paço, fueron establecidos departamentos de correos, y, en 1963, se instalaron centros repartidores de correos en varios puntos del país.
En 1972, el servicio de los vagones postales ferroviarios fue suprimido, siendo sustituido por el transporte de sacas cerradas en las composiciones de Expressos Postales. Estos servicios fueron cerrados en 1989, siendo el último viaje realizado el 11 de febrero de 1990 a Coímbra.